# Naturschutzgebiet Halbinsel Cosim
Koordinaten: 53° 57′ 35,7″ N, 14° 1′ 11,7″ O

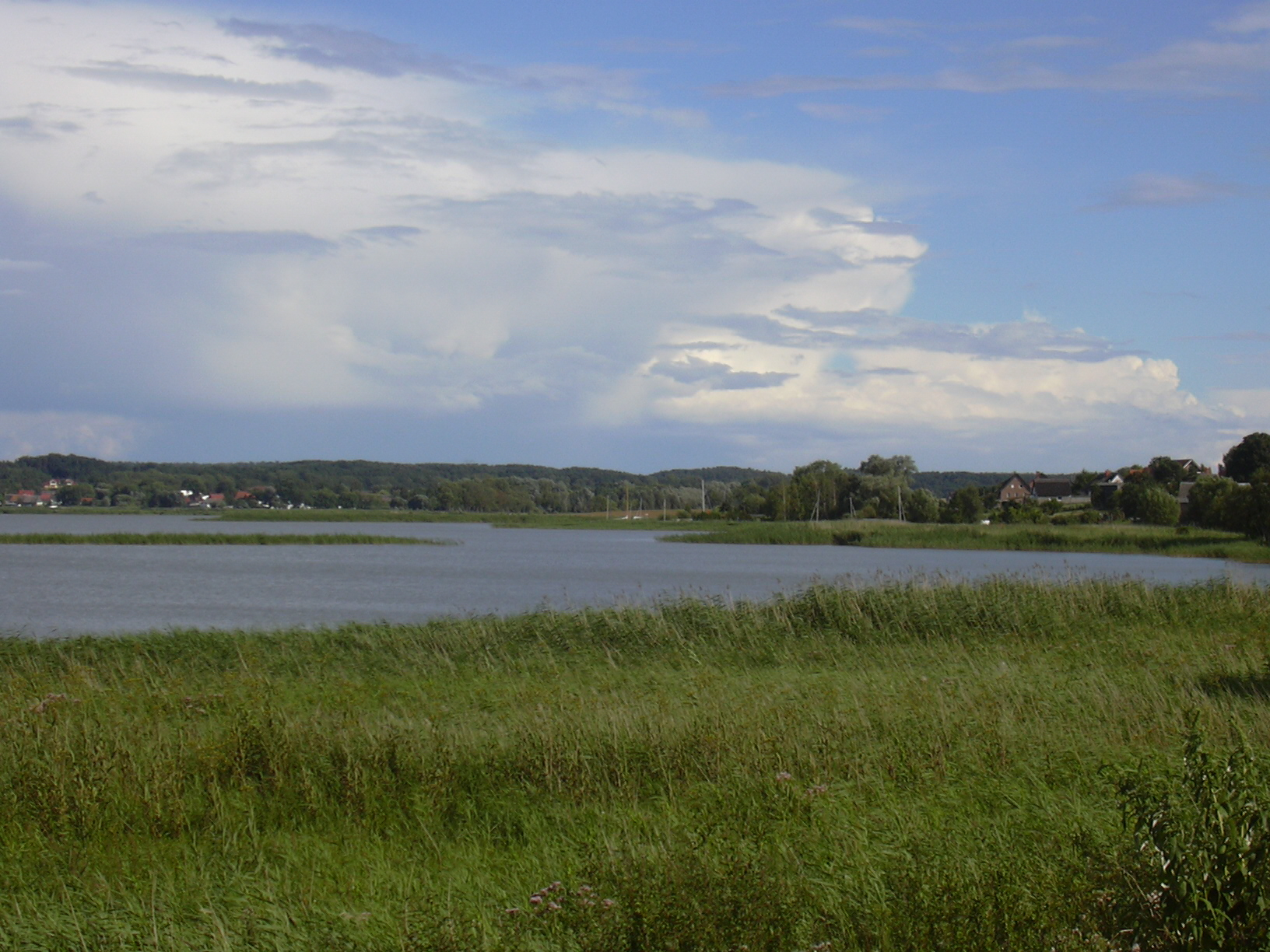
Flachwasserbereiche und Wiesen im Naturschutzgebiets

Das Naturschutzgebiet Halbinsel Cosim ist ein 85 Hektar großes Naturschutzgebiet in Mecklenburg-Vorpommern im Naturpark Insel Usedom, einen Kilometer nördlich der Ortschaft Balm gelegen. Die Unterschutzstellung erfolgte am 5. November 1990. Es wurde im Jahr 1996 verkleinert und umfasst die Halbinsel Cosim mit Feuchtwiesen, Bruchwäldern und umliegenden Flachwasserbereichen des Achterwassers als wichtiges Brut- und Rastgebiet für Küstenvögel.
Der aktuelle Gebietszustand wird als sehr gut eingeschätzt, da die Flächen abgelegen und somit störungsarm liegen. Die Bedeutung als Brutgebiet für Küstenvögel hängt jedoch von der Beweidung ab.
Ein öffentlicher Weg führt in das Gebiet.

## Geschichte
Die Halbinsel Cosim entstand in der Zeit der Littorina-Transgression, also zu Zeiten höherer Wasserstände, als Strandwall eines westlich gelegenen 13 Meter hohen Kliffs. Die Flächen vermoorten im Laufe der folgenden Jahrtausende. Eine landwirtschaftliche Nutzung der Flächen ist auf der Schwedischen Matrikelkarte aus dem 17. Jahrhundert belegt. Der Nord- und Südhaken der Halbinsel wurde bis in die 1960er Jahre als Mähwiese genutzt. Im westlichen Gebietsteil wurde Torf gestochen. Mit Beginn der intensiven Landwirtschaft wurde die Grünlandbewirtschaftung aufgegeben. Erst seit 1995 werden Teile der Halbinsel wieder beweidet.

## Pflanzen- und Tierwelt
Die an die Beweidung gebundene Salzwiesenvegetation ist nur noch vereinzelt zu finden. Röhrichte und Bruchwälder nehmen deren Platz ein. Auf den Weiderasen finden sich Breitblättriges Knabenkraut, Schmalblättriges Wollgras, Bachnelkenwurz und Knöllchen-Steinbrech. Ein Sandrücken im zentralen Teil des Schutzgebiets ragt sieben Meter aus dem umliegenden Flachland empor und beherbergt Magerrasen mit Wundklee, Zittergras, Schaf-Schwingel, Habichtskraut, Mauerpfeffer und Wermut. Der westlich gelegene Torfstich trägt heute einen Wald mit Birke und Weide. 
Durch die stellenweise Auflassung der Flächen hat der Wert für Brutvögel abgenommen. Seltene Küstenvögel wie Alpenstrandläufer und Uferschnepfe kommen nur noch vereinzelt vor. In den letzten Jahren wurden Kiebitz, Austernfischer, Bekassine, Schnatterente, Rohrweihe, Bartmeise, Karmingimpel und Brandgans als Brutvögel nachgewiesen.